# Thelymitra hiemalis
Thelymitra hiemalis är en orkidéart som beskrevs av David Lloyd Jones och Mark Alwin Clements. Thelymitra hiemalis ingår i släktet Thelymitra och familjen orkidéer. Inga underarter finns listade i Catalogue of Life.